# Maszewo
Maszewo (niem. Massow) – miasto w północno-zachodniej Polsce, w województwie zachodniopomorskim, w powiecie goleniowskim, w środkowej części gminy Maszewo, na południe od Jeziora Maszewskiego. Miasto zajmuje powierzchnię ok. 6 km² (554 ha). Miejscowość jest siedzibą władz gminnych, od miasta powiatowego Goleniowa oddalona jest o ok. 20 km, a od Szczecina o ok. 50 km.
31 grudnia 2009 r. miasto miało 3231 mieszkańców.
Część miasta stanowi także dawna miejscowość Urwite.

## Klimat
Pod względem klimatycznym omawiany obszar został zaliczony przez Krzysztofa Prawdzica do Dzielnicy Bałtyckiej oraz krainy Gryficko-Nowogardzkiej
Klimat Maszewa według Krzysztofa Prawdzica
| średnia temperatura roczna                     | 7–7,6 °C   |
| średnia temperatura okresu V–VII               | 14–15 °C   |
| suma opadów atmosferycznych w roku             | 550–625 mm |
| średnia opadów atmosferycznych w okresie V–VII | 180–190 mm |

Z kolei Alojzy Woś, biorąc pod uwagę najczęściej występujące typy pogody, zakwalifikował ten teren do Regionu Zachodniopomorskiego. Charakteryzuje się on w porównaniu z innymi regionami kraju:
- względnie częstym występowaniem dni z pogodą przymrozkową,
- umiarkowanie zimną (średnia dobowa temperatura powietrza od 0,0 °C do –5,0 °C, temperatura maksymalna powyżej i minimalna poniżej 0 °C), z niewielkim zachmurzeniem oraz bez opadu,
- rzadkim zjawianiem się dni z pogodą przymrozkową, umiarkowanie zimną, z dużym zachmurzeniem nieba i opadem.

## Warunki naturalne
Według danych z 1 stycznia 2009 r. powierzchnia miasta wynosi 5,54 km².
W granicach Maszewa (we wschodniej części miasta) znajdują się dwa małe jeziora, przez które przepływa rzeka Leśnica. Dalej w północnej części miasta rzeka wpada do Jeziora Maszewskiego. Swoje źródła w mieście ma także rzeka Stepnica. Na terenie Maszewa jest park spacerowo-wypoczynkowy o powierzchni 10 ha. Wzdłuż rzeki Leśnicy, na obszarze miasta usytuowana jest ścieżka przyrodniczo-edukacyjna „Dolina rzeki Leśnicy”. Znajduje się tam wiele gatunków fauny i flory, punkty widokowe, miejsca na ognisko, tablice edukacyjne, plac zabaw.
| Rodzaj                       | Powierzchnia | %      |
| ---------------------------- | ------------ | ------ |
| Użytki rolne                 | 374 ha       | 67,27% |
| Lasy i grunty leśne          | 1 ha         | 0,18%  |
| Pozostałe grunty i nieużytki | 181 ha       | 32,55% |
| Razem (Σ)                    | 556 ha       | 100%   |

## Historia

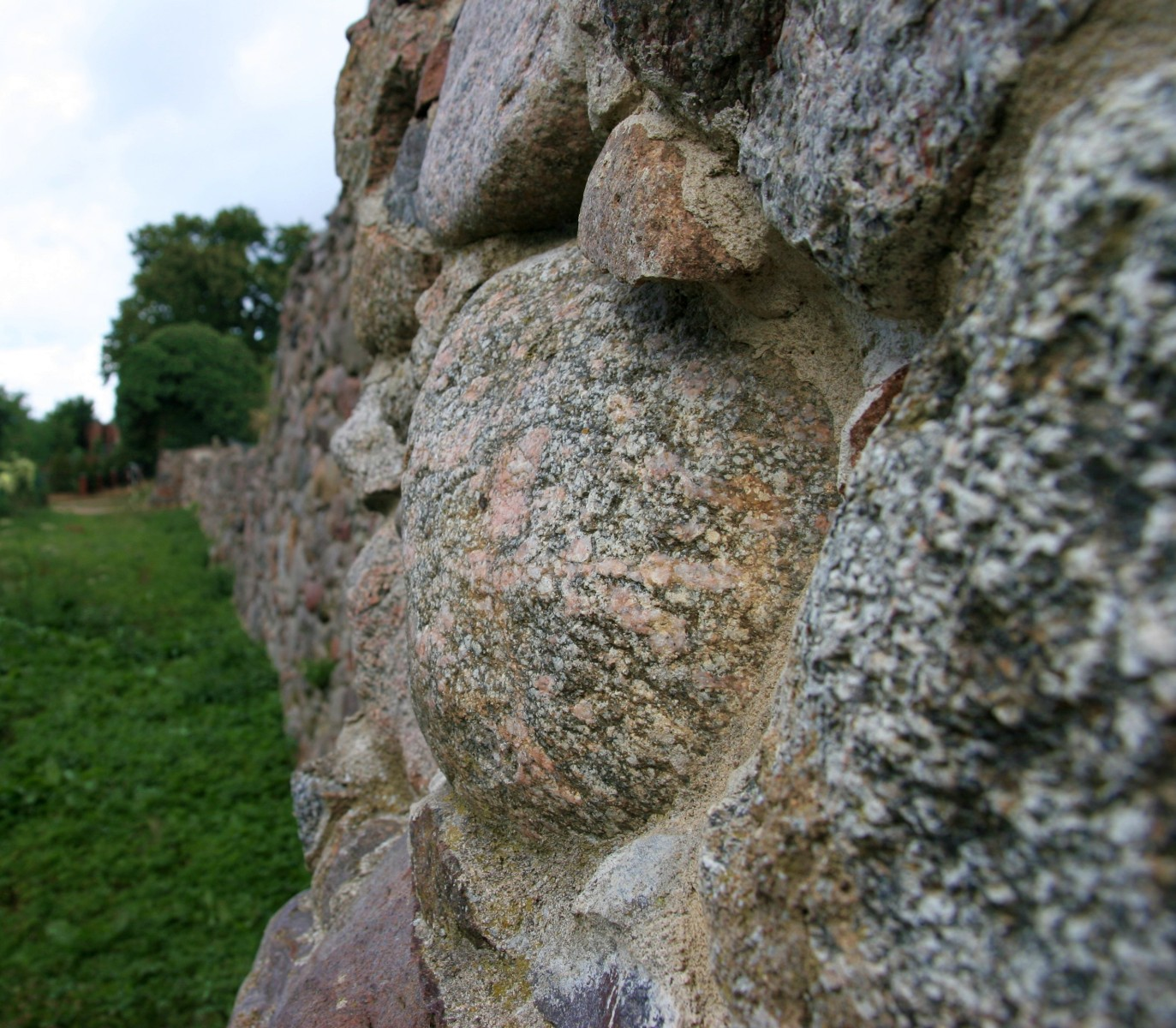
Mury obronne z XIII i XIV wieku

W X–XII był tu słowiański gród. Obszar został włączony do państwa polskiego przez Mieszka I ok. 967 roku. Najwcześniejsza wzmianka o miejscowości pochodzi z 1233 roku, w której wymieniony został lokalny proboszcz Bertram. W 1259 roku, po podziale dóbr pomiędzy książętami pomorskimi a biskupstwem kamieńskim, Maszewo stało się własnością biskupów. Taka sytuacja utrzymała się do połowy XV wieku. Od 1253 roku z miastem związany był rycerz, prawdopodobnie jego zasadźca – Konrad, który przybrał nazwisko von Massow.
Prawa miejskie na prawie magdeburskim otrzymało Maszewo w roku 1278 z rąk biskupa kamieńskiego Hermanna von Gleichen. Wraz z przywilejem miasto otrzymało 130 łanów ziemi. Po kolejnych czterech latach mieszczanie zostali zwolnieni przez Bogusława IV z płacenia cła mostowego i drogowego na terenie księstwa. W 1286 roku biskup Herman nadał miastu przywilej na prawie lubeckim, prawo posiadania młynów wodnych i wiatraków oraz połowu ryb na jeziorze i pobierania myta z dróg lądowych.
Dochody, jakie w ten sposób zdobywano dzielono między kasę miejską (⅓) i biskupa (⅔). Przywileje te potwierdzone zostały w następnych latach przez księcia Bogusława X (1501), grafa Ludwika von Eberstein (1663), Fryderyka III (1699) i króla Wilhelma I (1741). W 1310 roku założono w Maszewie bractwo kościelne, którego członkiem był m.in. rycerz Ludeke von Massow. W 1334 roku Conrad von Massow sprzedał część grodu biskupom kamieńskim, ci z kolei oddali ją w lenno, najpierw rodzinie von Dossow (1363), a potem duchownemu Poppe (1372). W roku 1435 lub 1451 miasto zostało sprzedane Bogusławowi IX, a w 1466 oddane kolejnym lennikom – rodzinie von Eberstein. Już w XIV wieku miejscowość otoczona była murami miejskimi oraz posiadała kościół, w XV zaś zabudowę mieszczańską i ratusz. Poza murami zlokalizowane były najprawdopodobniej dwa przedmieścia przed bramami – stargardzką i nowogardzką. Źródłem dochodów ówczesnych mieszczan było rolnictwo, handel i drobne rzemiosło. W drugiej połowie XVI wieku właściciele wybudowali po południowo-zachodniej części miasta zamek. Z początkiem XVII wieku rozbudowano przedmieścia, powstały nowe budynki gospodarcze, a miasto liczyło około 1000 mieszkańców.

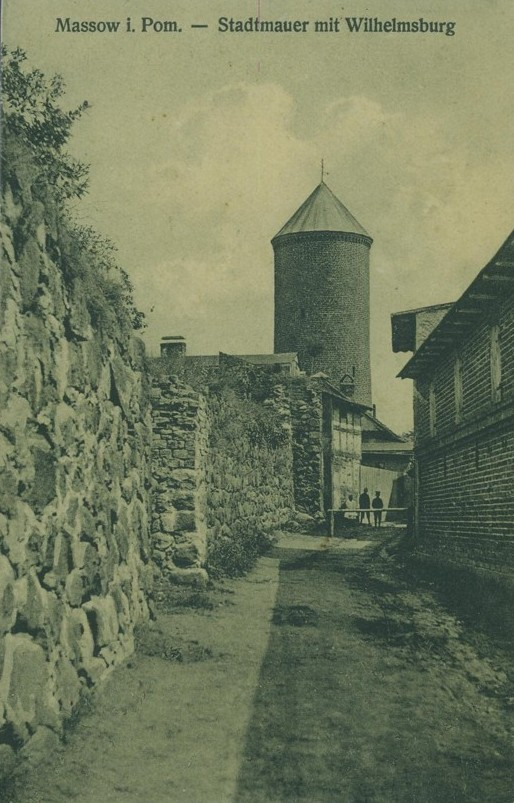
Mury obronne przed 1939 rokiem

W wyniku epidemii cholery w 1625 roku liczba mieszkańców zmniejszyła się o połowę. Następnie, w latach 1628, 1638 i 1639 wybuchały pożary, które były przyczyną śmierci kolejnych osób oraz zniszczyły niemal całą zabudowę miasta. Od 1635 roku Ebersteinowie wydzierżawiali Maszewo Melchiorowi i Ewaldowi von Wedell. Po śmierci ostatniego potomka z rodziny von Eberstein, ich majątek przeszedł w ręce margrabiów brandenburskich. W 1664 roku Maszewo odkupiła Jadwiga Eleonora zu Wied, córka Georga Ebersteina, a po roku 1692 miasto wróciło ponownie do Brandenburgii.
W drugiej połowie XVII wieku liczba mieszkańców zaczęła wzrastać, odbudowywano też zabudowania mieszkalne i gospodarcze. W 1740 roku wybudowano szpital, w 1743 w okolicy miasta uruchomiono cegielnię. W latach 1784–1786, zlikwidowane zostały średniowieczne obwałowania, a fosa zasypana została ziemią. W latach 1821–1822 wybudowano nowy ratusz. W 1866 roku, w ramach prac związanych z budową nowych brukowanych dróg, podjęto decyzję o rozebraniu bram miejskich. Z początkiem XX wieku (1903) Maszewo zostało połączone z Goleniowem koleją żelazną, a w okolicach dworca kolejowego powstało nowe osiedle z gmachami użyteczności publicznej.
Armia Czerwona zajęła Maszewo 7 marca 1945 r., miasto uległo zniszczeniom w 30%. W rezultacie II wojny światowej miejscowość włączono do Polski. Dotychczasowa ludność Maszewa została wysiedlona do Niemiec. Wybudowano ośrodek zdrowia, dom kultury, powstała betoniarnia, zakład liczników elektrycznych, drobny przemysł spożywczy i odlewnia żelaza.
W latach 1946–1998 miasto administracyjnie należało do woj. szczecińskiego.

### Kalendarium

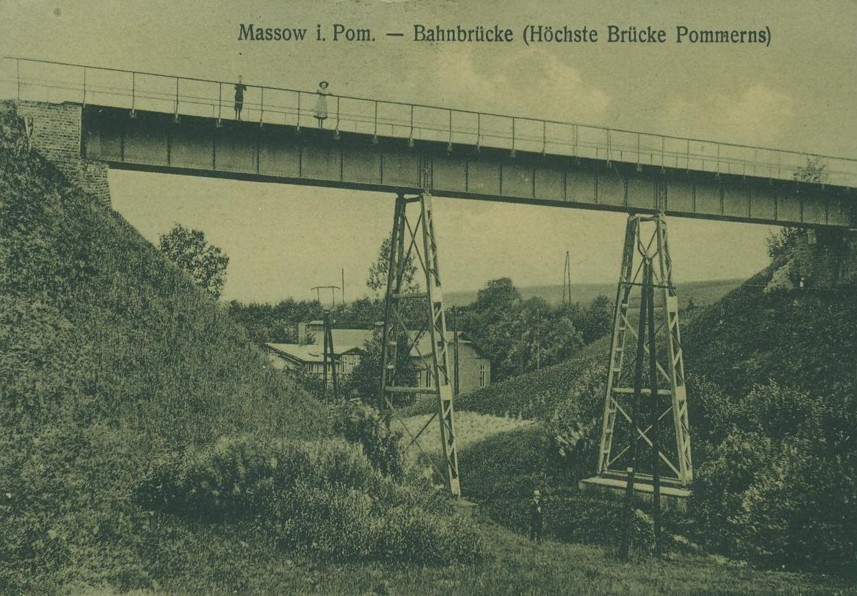
Nieistniejący most kolejowy

- X wiek – na „Górze Zamkowej” powstało grodzisko wczesnośredniowieczne
- ok. 967 – obszar włączony do Polski przez Mieszka I[7]
- 1232 – nazwa Maszewo (Massov) po raz pierwszy pojawiła się w źródłach pisanych
- 1269 – Książę Barnim I (z rodu Gryfitów) oddał Maszewo wraz z sąsiednimi terenami biskupom kamieńskim
- 1278 – biskup Herman von Gleichen wystawił dokument lokacyjny według prawa magdeburskiego nadający miastu prawa miejskie
- 1286 – Maszewo zostało przeniesione na prawa lubeckie, co wiązało się między innymi z nadaniem miastu m.in. przywilejów sądowniczych
- 1451 – biskupstwo kamieńskie sprzedało miasto księciu pomorskiemu Bogusławowi IX
- druga połowa XV w. – miasto zostało oddane w lenno grafom von Eberstein
- 1523 – książę Bogusław X nadaje rodzinie von Eberstein tytuł prawny do Maszewa i związanych z nim ziem
- 1625 – 1639 – miasto nawiedzają liczne pożary i epidemia cholery
- 1692 – miasto przeszło pod zwierzchnictwo Brandenburgii
- XIX w. – rozwój gospodarczy miasta
- 1903 – budowa linii kolejowej do Goleniowa
- 7 marca 1945 – zdobycie miasta przez wojska sowieckie.
- 1945 – włączenie miasta do Polski; rozpoczęcie wysiedlania jego dotychczasowej ludności
- 1948 – powstanie klubu sportowego LKS Masovia Maszewo.
- 1973 – utworzenie gminy Maszewo

## Zabytki
- Kościół parafialny pw. Matki Boskiej Częstochowskiej: Kościół budowany od 4. ćwierci XII do połowy XV wieku. Jest budowlą gotycką o formach charakterystycznych dla architektury miejskich far Pomorza Zachodniego. Budowę ukończono przed 1358, bowiem w tym roku miało miejsce poświęcenie fary. Od 1604 do 1741, z powodu złego stanu wieży, nie używano dzwonów kościelnych. W roku 1741 zbudowano nową wieżę, która spaliła się od uderzenia pioruna w 1819. Wybudowana w latach 1821–1822 nowa wieża kościelna przetrwała do naszych czasów. Zwieńczenie pochodzi z 1868. W czasie II wojny światowej kościół w Maszewie został częściowo uszkodzony, miał też zniszczony w 80%. dach, który naprawiono jeszcze w 1945. Po uporządkowaniu kościoła przez pierwszych polskich mieszkańców Maszewa dnia 19 sierpnia 1945 została odprawiona pierwsza msza.
- Baszta Francuska: z XIV–XV w., gzyms wieńczący z 1884 r., styl gotycki. Kształt przyziemia baszty jest zbliżony do kwadratu, trzon główny ma kształt walca. Ściany baszty zostały wzniesione z surowego kamienia polnego (w przypadku przyziemia) oraz z cegły ceramicznej (powyżej przyziemia). Wejście do baszty znajduje się w elewacji równoległej do murów obronnych[9].
- Mury obronne: zachowane na całym obwodzie miasta, zbudowane z kamieni granitowych i z cegły. Wzniesione na przełomie XIII i XIV wieku, z nakazu wydanego w 1286. Zewnętrzną linię murów chroniły wały ziemne i fosa, pogłębiona w XV wieku. Fosa i wały zostały zlikwidowane w latach 1784–1785, zaś w 1838 rozebrano przedbramia. W miejscu dawnej fosy i wałów wytyczono w 1854 r. uliczkę obrzeżną. Dzisiejszy wygląd murów przetrwał od 1868 r., kiedy zburzono bramy wewnętrzne oraz część półbaszt z uwagi na budowę nowych dróg. Bezpośrednio za murami znajdują się ruiny gotyckiej kapliczki z XV w., która należała do dawnego szpitala trędowatych, wokół 8 starych lip nazywanych „Apostołami”, oraz wiekowy dąb nazywany „Judaszem”[8].
- Ratusz: znajduje się po północnej stronie kościoła Matki Boskiej Częstochowskiej, z fasadą w kierunku wschodnim. Obecny ratusz zbudowano w latach 1821–1827 na miejscu starszej budowli, prawdopodobnie z okresu średniowiecza. Ostateczny kształt dzisiejszego ratusza to rok 1920 (dobudowano wtedy kondygnację strychową). Obecnie siedziba Urzędu Miejskiego[8].
- Pomnik poległych w I i II wojnie światowej: Modernistyczny monument powstały w latach dwudziestych XX wieku na przedmieściach Maszewa w woj. zachodniopomorskim. Jest jedną z największych i najoryginalniejszych tego typu budowli na Pomorzu Zachodnim. Wybudowano go w 1926 roku z inicjatywy ówczesnej Rady Miasta Maszewa. Po wojnie pomnik popadł w ruinę. Odremontowany został w 1993 przy współudziale strony niemieckiej. Podczas remontu w 1993 na ścianach pomnika umieszczono dwie tablice (jedną w języku polskim, drugą w języku niemieckim) o następującej treści: Dla pokojowego współżycia (ku pamięci niemieckim i polskim ofiarom z Wojen Światowych 1914–1918, 1939–1945), żyjącym ku przestrodze i pojednaniu /w 1926 roku w Maszewie zbudowany/ w 1993 roku w Maszewie, w niemiecko-polskim współdziałaniu restaurowany.
- Cmentarz żydowski: Teren cmentarza zniwelowano koparką 28.08.2017 r. Prace zostały zatrzymane przez Wojewódzkiego Konserwatora Zabytków. Funkcjonariusze Policji zabezpieczyli wykopane kości[10].
- Poczta
- Pozostałości zamku na górze Zamkowej poza miastem[8].

Wybrane zabytki miasta
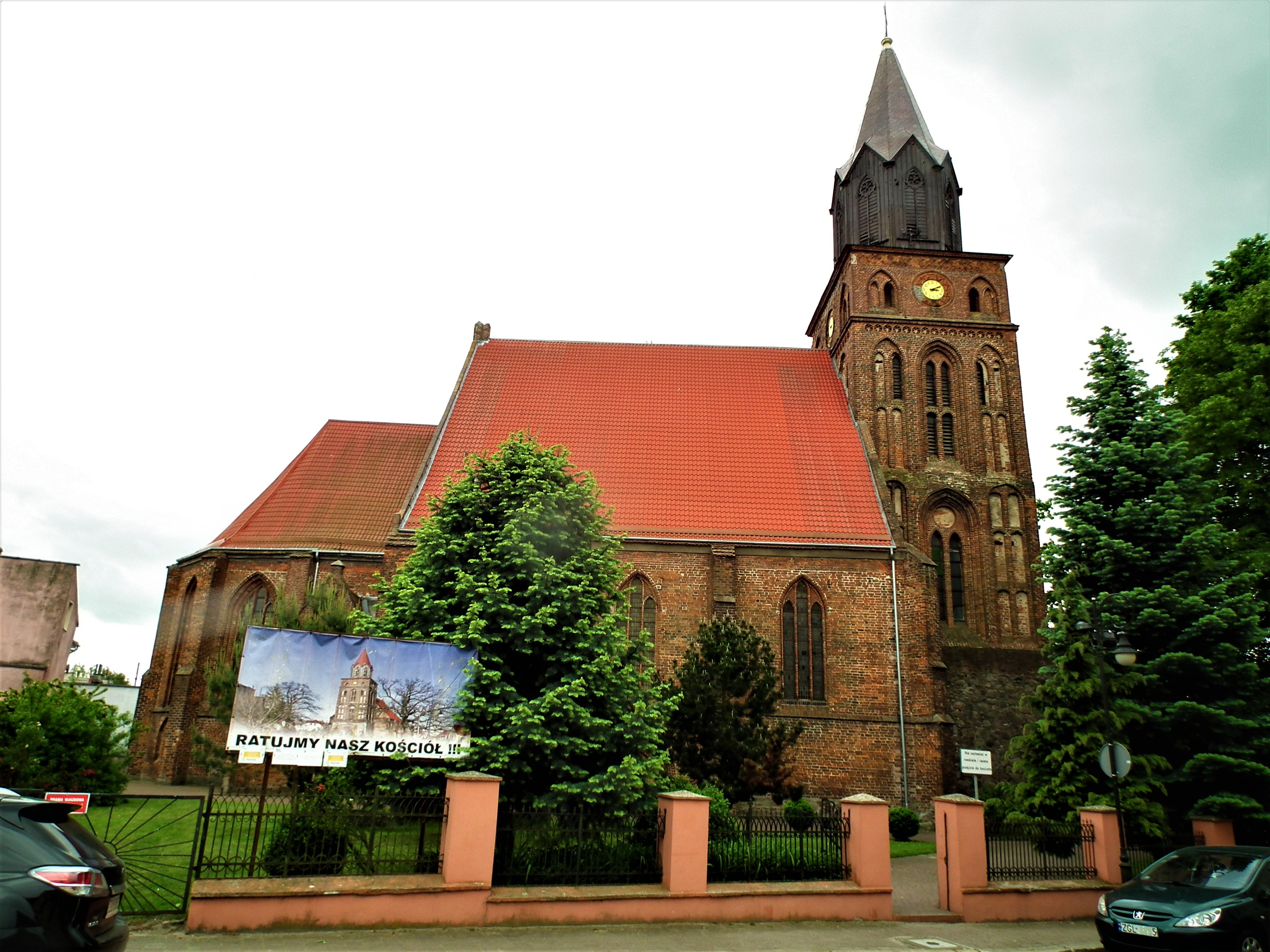
Kościół Matki Boskiej Częstochowskiej
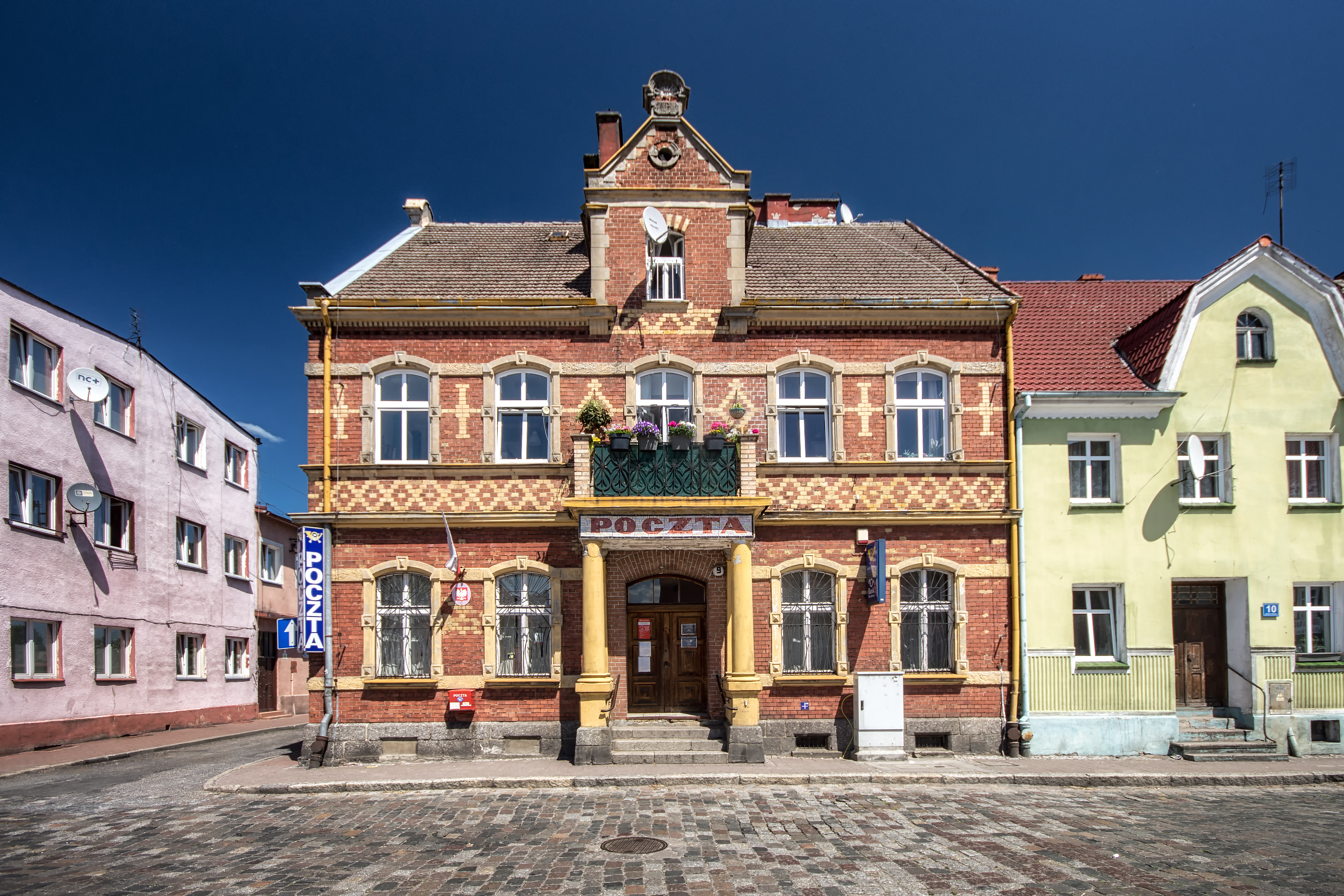
Budynek poczty
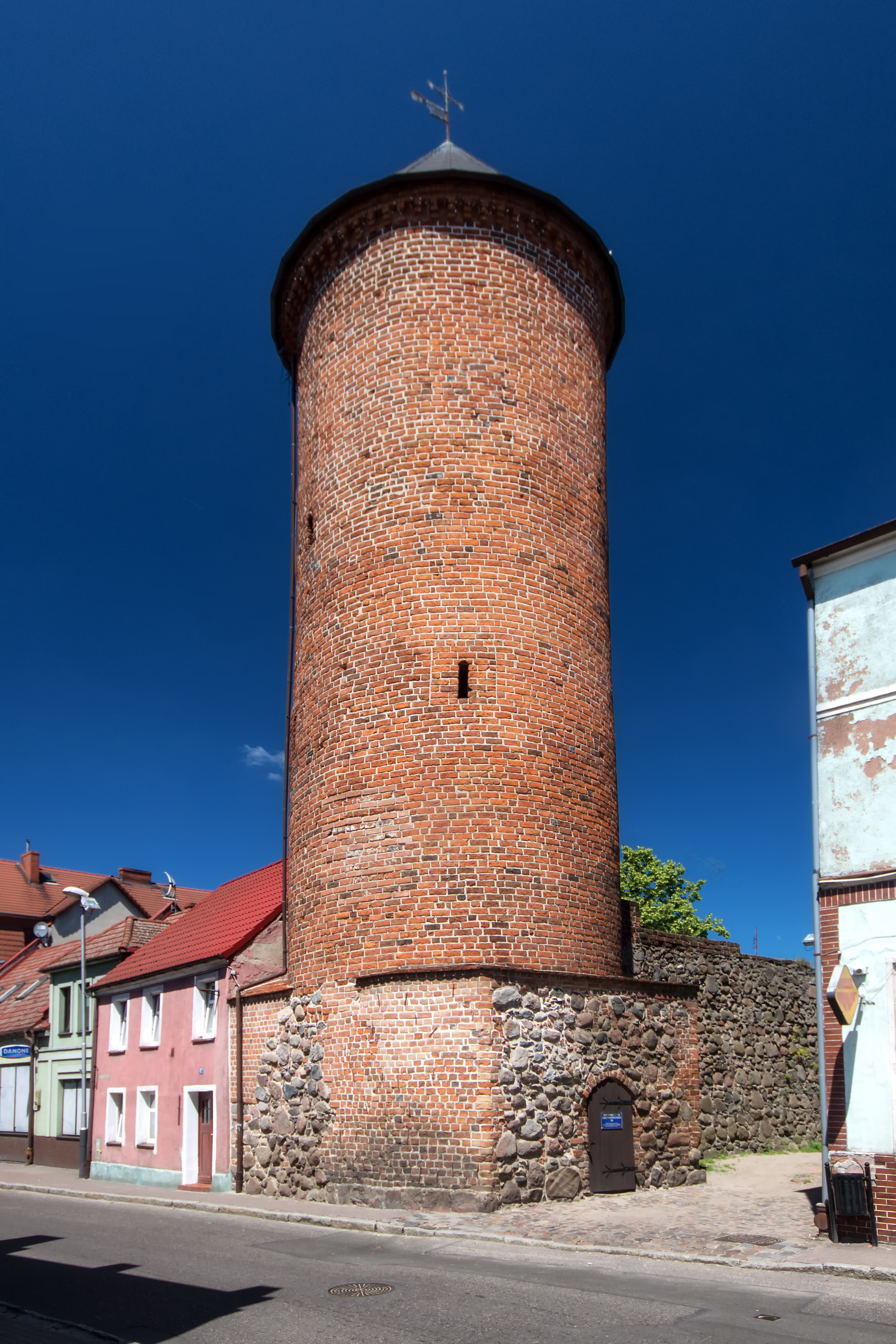
Baszta Francuska
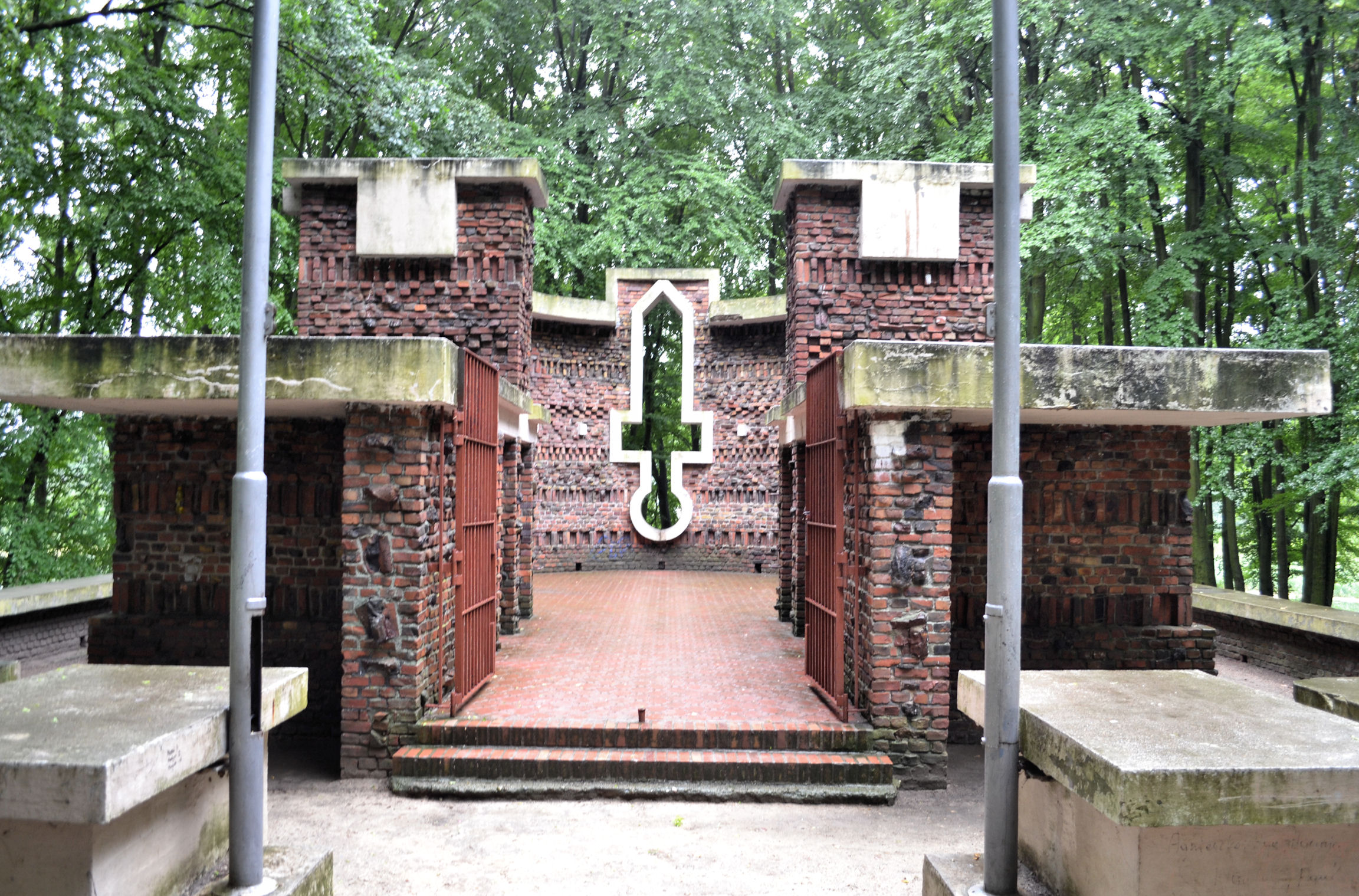
Pomnik poległych
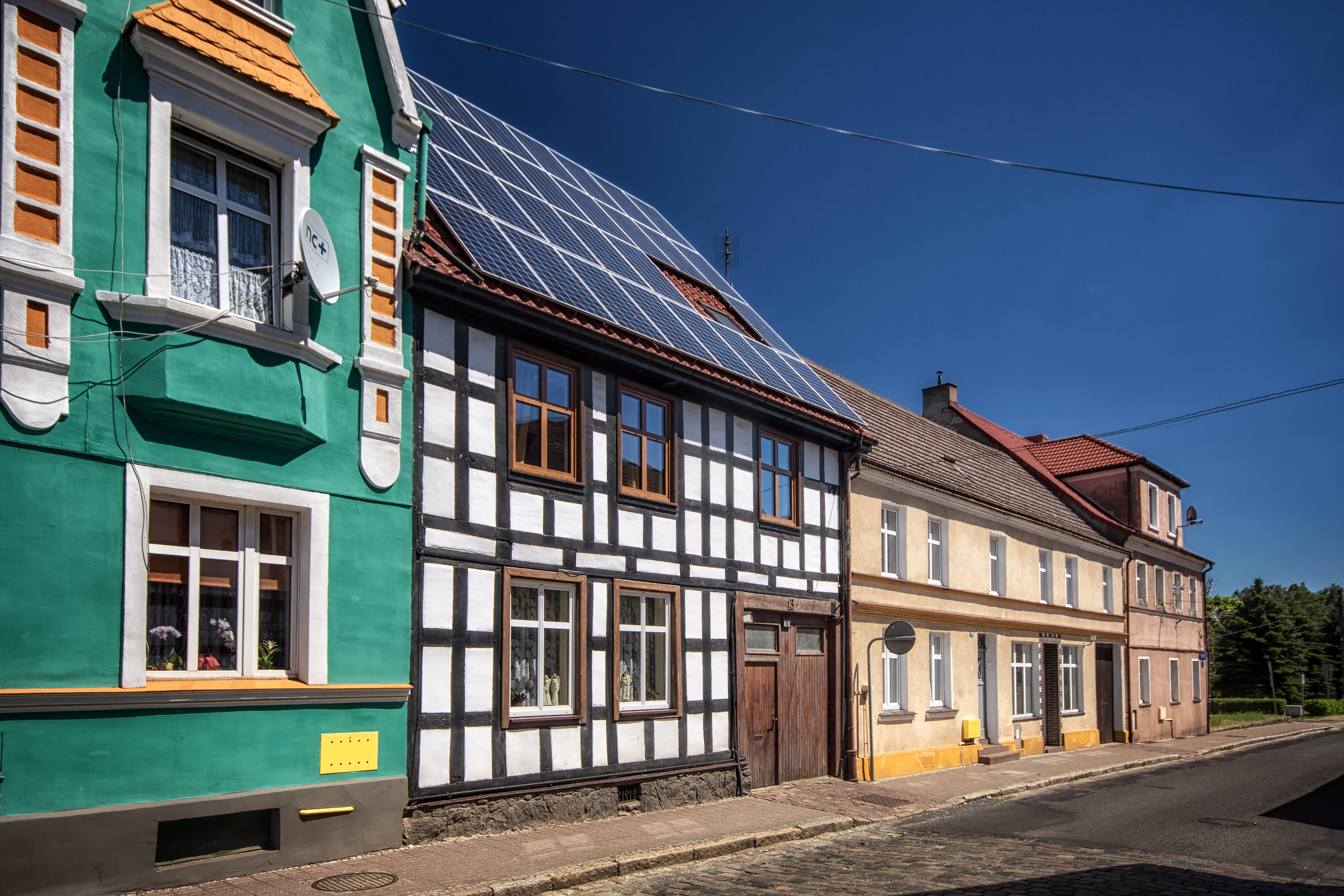
Kamieniczki w centrum miasta

## Kultura
Placówkami kształtującymi życie kulturalne miasta są Ośrodek Kultury i Sportu oraz Biblioteka Publiczna.
Ośrodek Kultury i Sportu w Maszewie prowadzi szeroką działalność skierowaną do dzieci, młodzieży i dorosłych. Spośród organizowanych stałych zajęć należy wymienić: zajęcia taneczne m.in. nauka tańca Break Dance, zajęcia wokalno-muzyczne, naukę gry na instrumentach, koło plastyczne i ceramiczne.
Przy placówce działają m.in.:
- Stowarzyszenie Teatr Krzyk;
- Bractwo Rycerskie Rota Piesza von Massow;
- Zespół Ludowy Maszewianki;
- Zespół Ludowy Przemoczanki.

Ośrodek jest organizatorem lub współorganizatorem imprez cyklicznych, takich jak: Dni Papieskie, Wystawa Twórców Nieprofesjonalnych, Dzień Edukacji Narodowej, Święto Niepodległości, Noc Świętojańska, ŚredniowieCzuj w Maszewie.
Biblioteka Miasta i Gminy Maszewo organizuje imprezy propagujące czytelnictwo, konkursy, zajęcia plastyczne, wystawy oraz spotkania autorskie. Według danych Głównego Urzędu Statystycznego księgozbiór biblioteki liczył w 2011 roku 15 810 woluminów.
Od 2011 roku w Maszewie ukazuje się kwartalnik – Biuletyn Maszewski, samorządowe czasopismo informacyjne wydawane przez Urząd Miejski.

## Oświata
Na terenie miasta Maszewo działają publiczne placówki oświatowe, prowadzone przez gminne i powiatowe jednostki samorządu terytorialnego oraz placówki niepubliczne, prowadzone przez inne organa, np. osoby prywatne.
Gmina jest organem prowadzącym dla przedszkola i szkoły podstawowej w mieście Maszewo. Są to:
- Przedszkole Miejskie;
- Szkoła Podstawowa im. Adama Mickiewicza;

Placówką niepubliczną, działającą na terenie miasta jest Niepubliczne Przedszkole Iskierka.

## Administracja

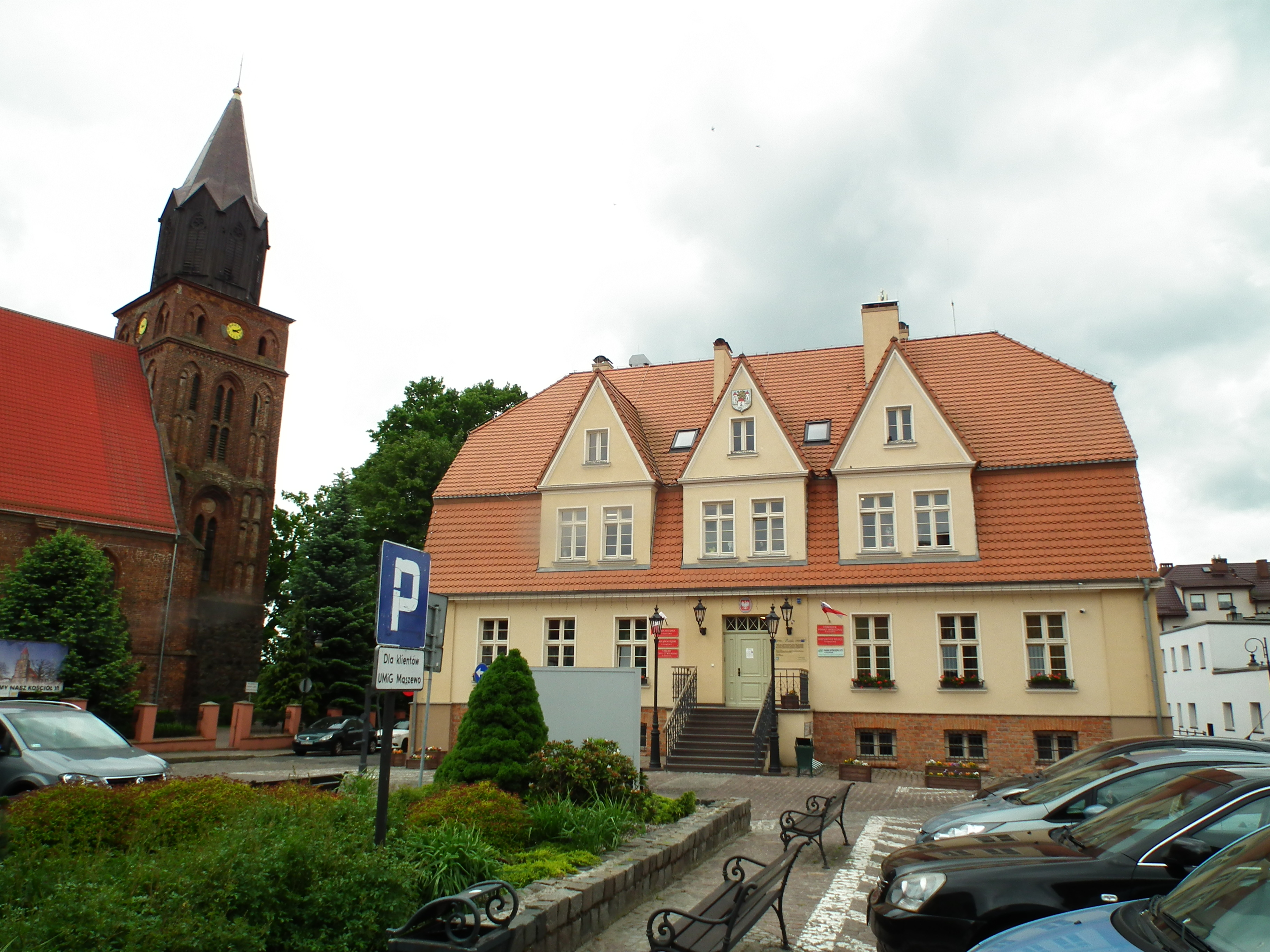
Ratusz

Miasto jest siedzibą gminy miejsko-wiejskiej. Mieszkańcy Maszewa wybierają do swojej rady miejskiej 5 radnych (5 z 15). Pozostałych 10 radnych wybierają mieszkańcy terenów wiejskich gminy Maszewo. Organem wykonawczym jest burmistrz. Siedzibą władz jest ratusz przy placu Wolności.
Burmistrzowie Maszewa:
- Jadwiga Jolanta Ferensztajn (2002-2018)
- Paweł Piesio (od 2018)

Mieszkańcy Maszewa wybierają parlamentarzystów z okręgów wyborczych z siedzibą komisji w Szczecinie, a posłów do Parlamentu Europejskiego z okręgu wyborczego nr 13.

## Demografia
| Rok  | Liczba mieszkańców | Rok  | Liczba mieszkańców | Rok  | Liczba mieszkańców | Rok  | Liczba mieszkańców |
| 1939 | 3838               | 1969 | 3270               | 1980 | 2965               | 2004 | 3062               |
| 1946 | 1219               | 1970 | 3343               | 1983 | 2937               | 2005 | 3063               |
| 1950 | 1977               | 1971 | 3368               | 1985 | 2982               | 2006 | 3076               |
| 1955 | 2541               | 1972 | 3169               | 1988 | 2922               | 2007 | 3117               |
| 1956 | 2606               | 1973 | 3267               | 1991 | 2904               | 2008 | 3177               |
| 1957 | 2748               | 1975 | 3369               | 1997 | 2942               | 2009 | 3231               |
| 1968 | 3231               | 1978 | 3004               | 2003 | 3066               | 2010 | 3261               |

| Opis                  | Mężczyźni | Kobiety | Razem |
| Wiek przedprodukcyjny | 361       | 384     | 745   |
| Wiek produkcyjny      | 1088      | 1005    | 2093  |
| Wiek poprodukcyjny    | 131       | 341     | 472   |
| Razem                 | 1580      | 1730    | 3310  |

- Piramida wieku mieszkańców Maszewa w 2014 roku[1].

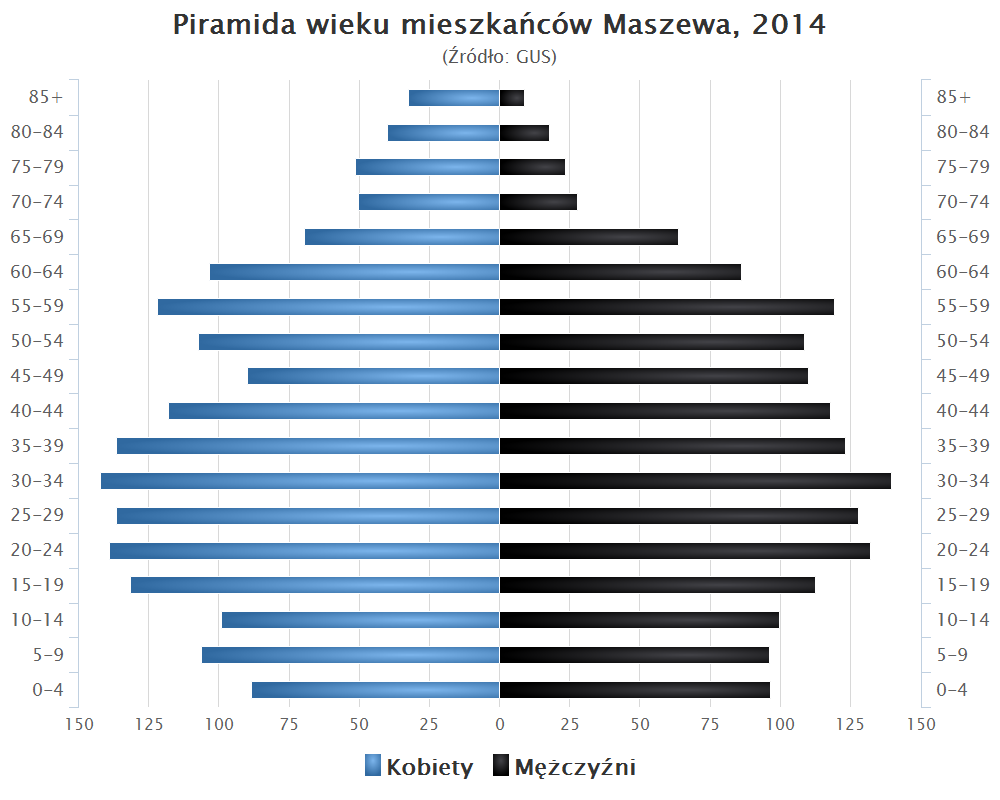

## Opieka zdrowotna
Opiekę zdrowotną mieszkańcom zapewniają m.in.:
- Zakład Opieki Zdrowotnej S.C.
- Niepubliczny Zakład Opieki Zdrowotnej Ginmed S.C.
- Przychodnia Zdrowia (Samodzielny Szpital Rejonowy w Nowogardzie)

W mieście świadczą usługi także gabinety stomatologiczne i apteki.

## Wspólnoty wyznaniowe
- Kościół rzymskokatolicki:

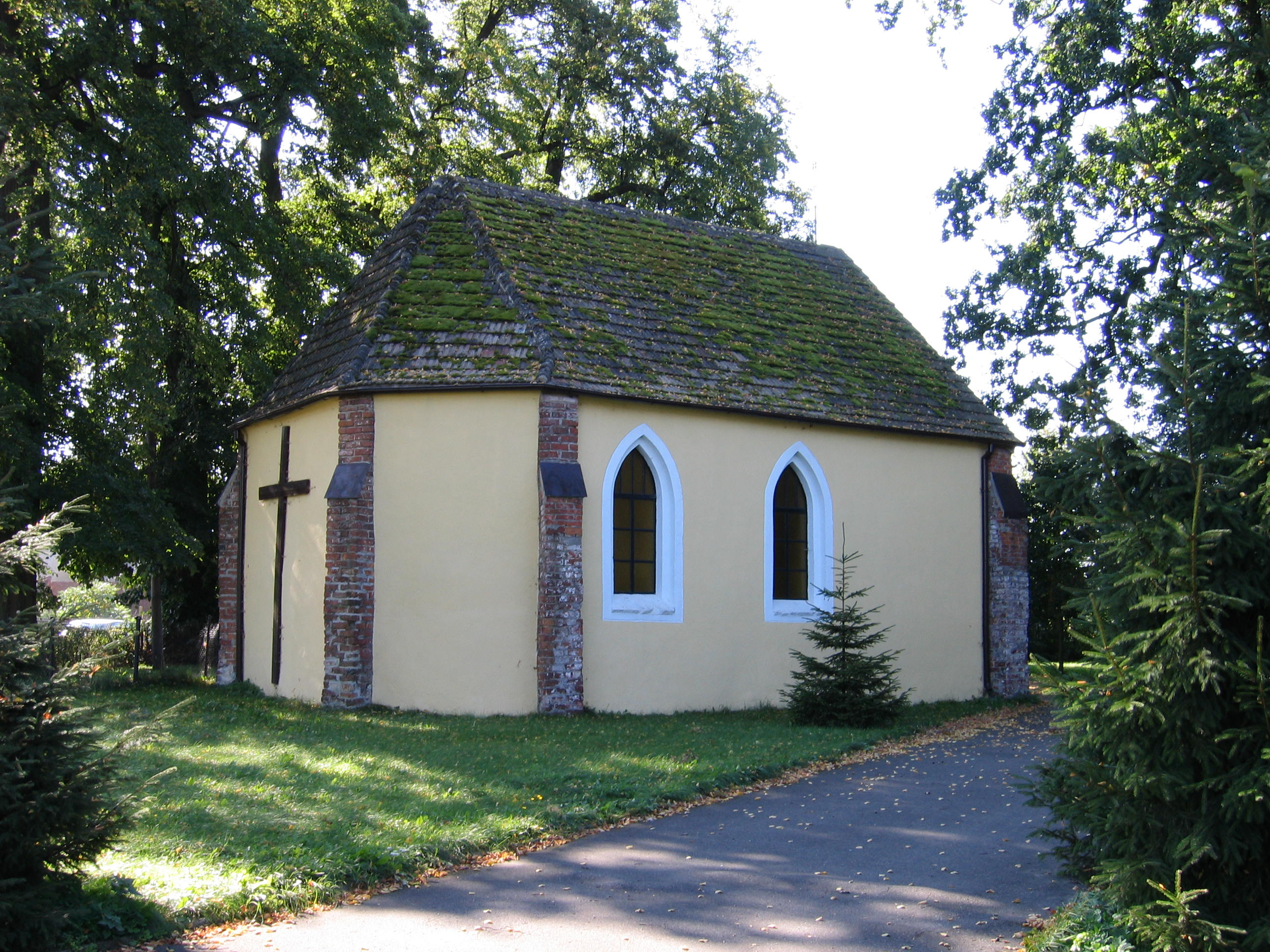
Kościół św. Alberta Chmielowskiego, kościół filialny parafii MB Częstochowskiej

  - parafia Matki Bożej Częstochowskiej
- Świadkowie Jehowy:
  - zbór Maszewo[11].

## Współpraca zagraniczna
- Loitz (Niemcy) od 2008 r.
- Mölln (Niemcy) od 25 września 1993 r.

## Sport
Na terenie miasta działają następujące kluby sportowe:
- Uczniowski Klub Sportowy Smyk, działający przy Szkole Podstawowej;
- Uczniowski Klub Sportowy Ratusz, z siedzibą w Ośrodku Kultury i Sportu w Maszewie, działający od 1997 roku (kolarstwo);
- Ludowy Klub Sportowy Masovia Maszewo, powstały pomiędzy 1946 a 1948 rokiem (piłka nożna).

Bazę sportową miasta tworzy m.in. Hala Sportowa, działająca od 2011 roku, zawierająca boisko, siłownię, saunę, kawiarnię, pomieszczenia przystosowane do gry w tenisa stołowego i tenisa ziemnego.
W Maszewie organizowane jest od 2007 roku Kryterium Uliczne o Puchar Burmistrza Maszewa – impreza mająca na celu propagowanie kolarstwa.